# Fort de Rauøy
Le fort de Rauøy est un ouvrage militaire situé sur l'île de Rauer, dans l'Oslofjord extérieur. Le fort se trouve dans la municipalité de Fredrikstad en Norvège.

## Création du fort
Les premières parties de Rauøy ont été achetées par les Forces armées norvégiennes en 1916 et 1918, mais le corps d'artillerie avait commencé l'établissement du fort de Rauøy dès 1913. À partir de 1916, une installation provisoire est construite en guise de défense de la neutralité pendant la Première Guerre mondiale. Le fort possédait six canons, dont quatre canons de 120 mm provenant du navire de guerre HNoMS Kong Sverre (en).

## L'entre-deux-guerres

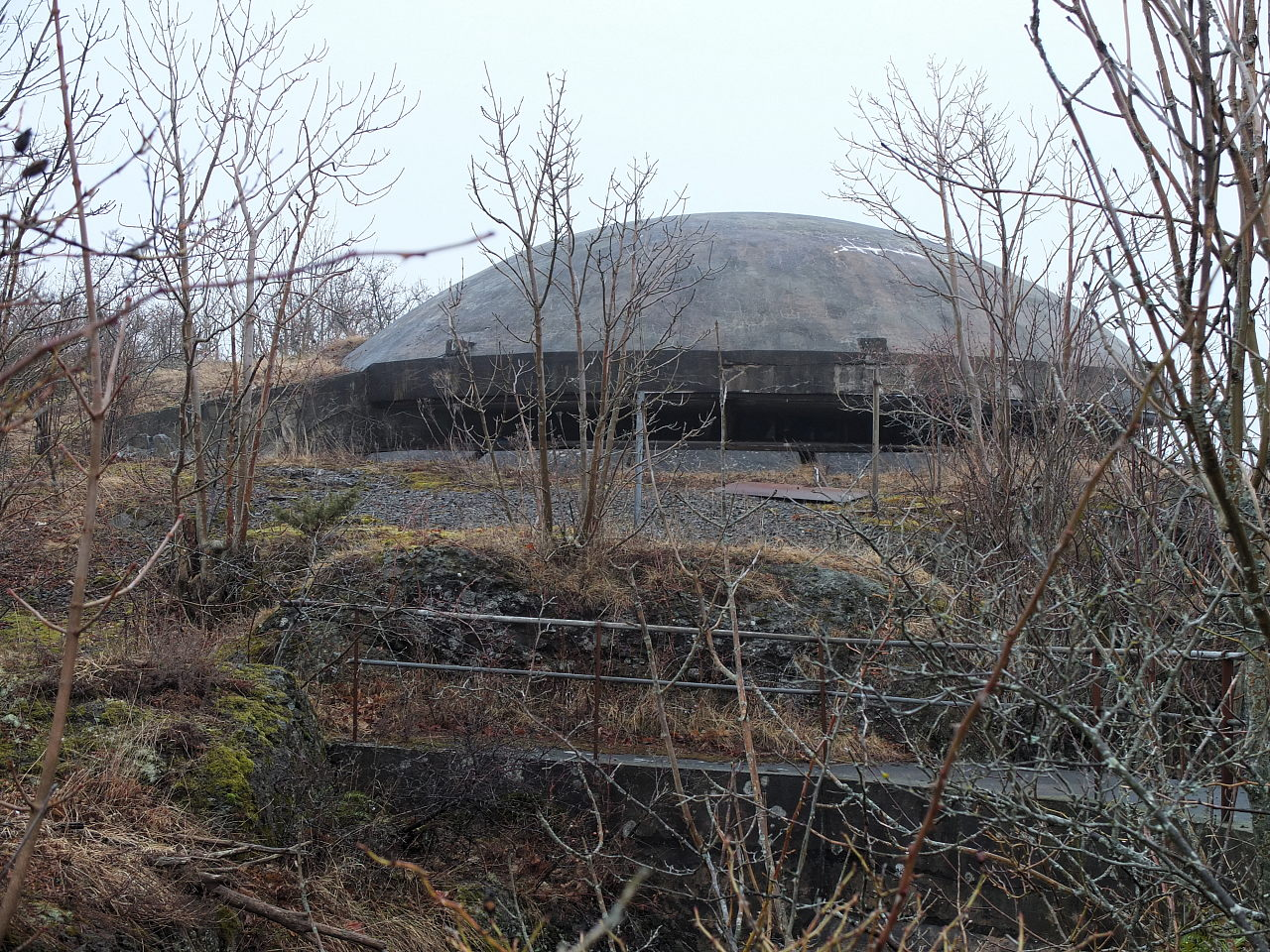
L'ancien bunker de commandement des années 1930.

Au cours des années 1930, Rauøy se modernise rapidement et est équipé en 1934 de deux batteries de 150 mm, chacune avec deux canons Bofors HKL/50  d'une portée de tir de 19,500 mètres. De plus, l'installation a reçu une batterie anti-aérienne et plusieurs projecteurs. En 1939, 200 hommes et un peu moins de 20 officiers ont servi pendantdes périodes de trois mois.

## L'invasion de 1940

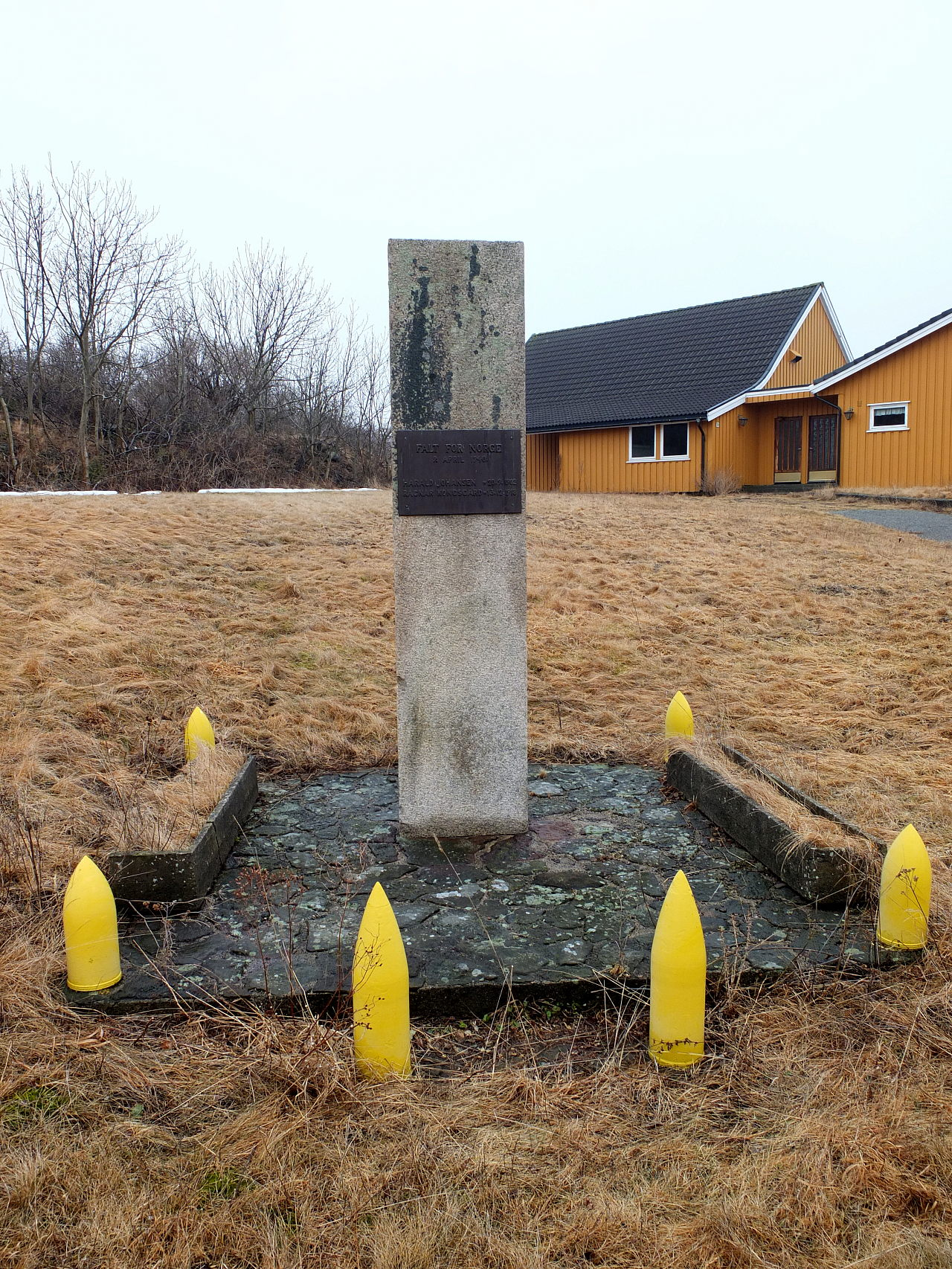
Mémorial commémoratif pour les morts à Rauøy lors de l'invasion de 1940.

Lorsque l'attaque allemande contre la Norvège fut lancée, le groupement tactique 5 dirigé par le croiseur lourd Blücher pénétra dans le fjord d'Oslo dans la nuit du 9 avril 1940. Le fort de Rauøy fut informé de l'escadre allemande que le patrouilleur norvégien HNoMS Pol III (en) avait observé. À 23h30, le commandant de batterie, le capitaine Gullichsen, sur la batterie sud de 150 mm, a observé les contours de deux navires de guerre dans le cône de lumière d'un projecteur, l'identification n'a pas été possible. À 23h32, la batterie sud a tiré un coup de semonce devant la proue du navire de tête. Les navires de guerre ne se sont pas arrêtés, mais ont ébloui le fort avec deux projecteurs.
À 23h35 la batterie sud ouvre le feu avec des grenades d'artillerie contre le navire de tête, le tir s'arrête après quatre coups à 23h42 alors que le brouillard est si dense que le rivage n'est pas visible. Vers 05h30, il a été observé que des soldats de deux navires avaient débarqué du côté est de Rauøy. Après de durs combats où 45 grenades ont été tirées du côté norvégien depuis la batterie nord et environ 2500 coups de mitrailleuses. Deux soldats norvégiens sont tombés pendant les combats. Les forces allemandes avaient 60 morts et un avion. Vers 07h55, le fort a été informé par erreur de se rendre, plus tard dans la journée, les forces ont été renvoyées de l'île.

## Pendant la Seconde Guerre mondiale

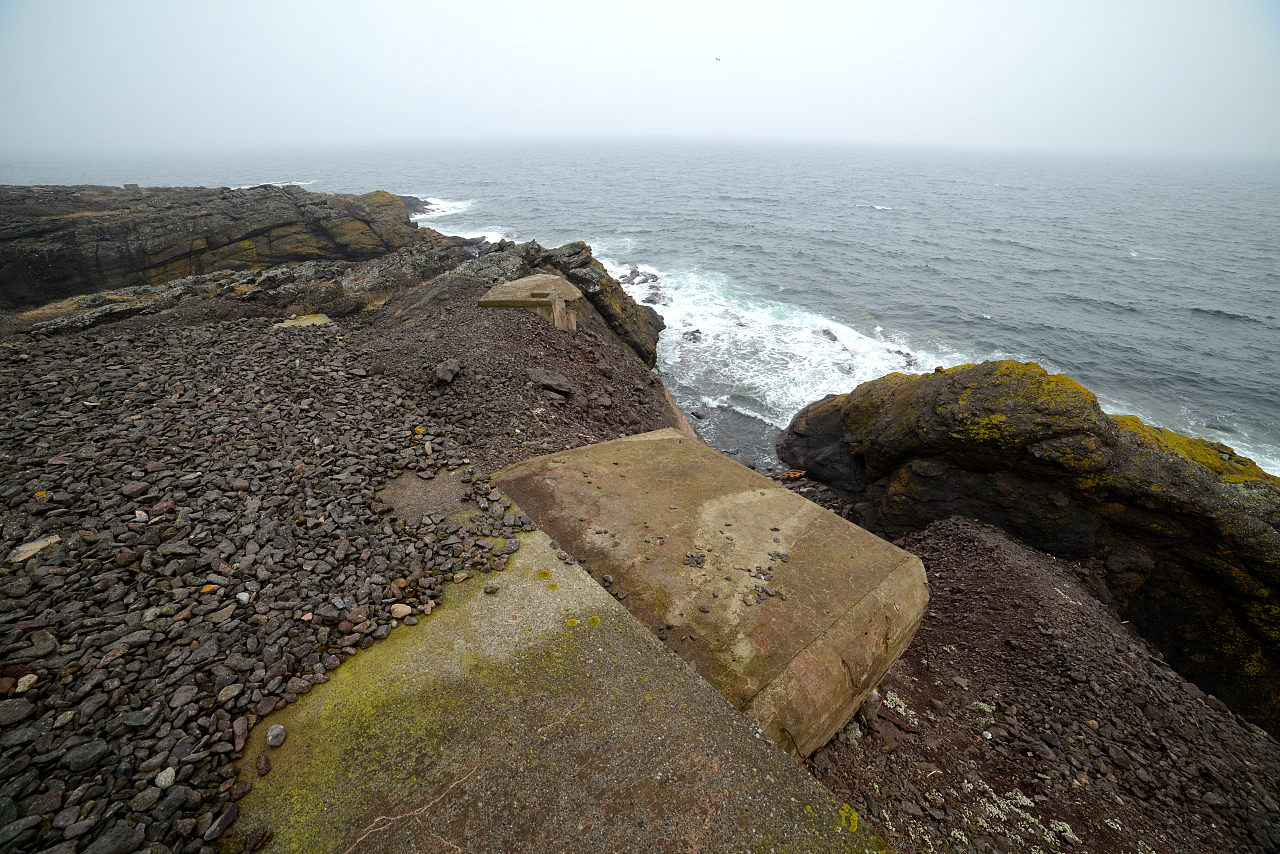
Vue sud-est de l'île depuis un ancien bunker d'observation allemand.

La puissance occupante allemande a construit une école d'artillerie navale sur Rauøy. En 1942, les canons sont remplacés par quatre canons 15 cm SK L/45.

### Le camp de prisonniers de Rauøy
Sur Rauøy, vous pouvez encore trouver les ruines d'un camp de prisonniers de guerre pour les prisonniers de guerre soviétiques. Les trous de poteaux laissés par la clôture en fil de fer barbelé sont une preuve indiscutable de ce qu'il y avait ici.
À la fin de la guerre, lorsque le Finnmark et le Nord-Troms furent évacués, il y eut pendant un certain temps jusqu'à 600 prisonniers sur l'île. Le camp avait été construit plus tôt et les prisonniers étaient utilisés comme esclaves pour construire les fortifications allemandes. Ils vivaient dans des conditions inhumaines sur l'île balayée par les vents. Le camp de prisonniers de guerre est situé sur le côté ouest de l'île, sans abri contre les intempéries. Le camp se composait de nombreuses casernes non isolées avec des doubles clôtures de barbelés et des tours de garde. Lorsque la paix est revenue le 8 mai 1945, 381 prisonniers de guerre y ont été retrouvés.
Le 7 juin 1945, les prisonniers quittent la gare de Fredrikstad. Le colonel Koschenko, le commandant des Russes, a exprimé sa gratitude pour toute la gentillesse et l'aide qu'ils avaient reçues dans le district. La locomotive était décorée d'un drapeau norvégien et d'un drapeau russe soviétique, et plusieurs Russes avaient de petits drapeaux norvégiens à la main.

## Pendant la guerre froide

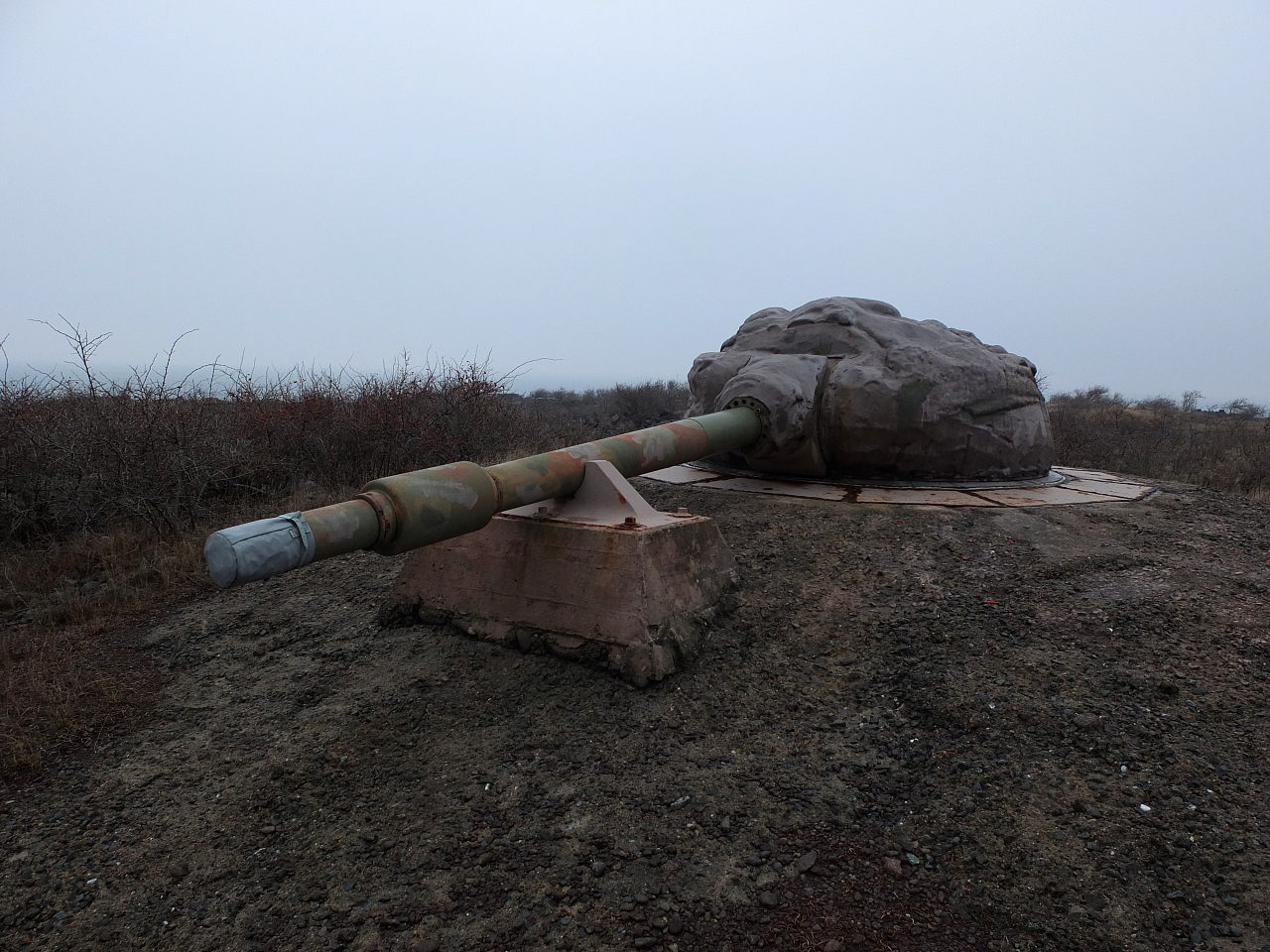
Un canon de 75 mm restant.

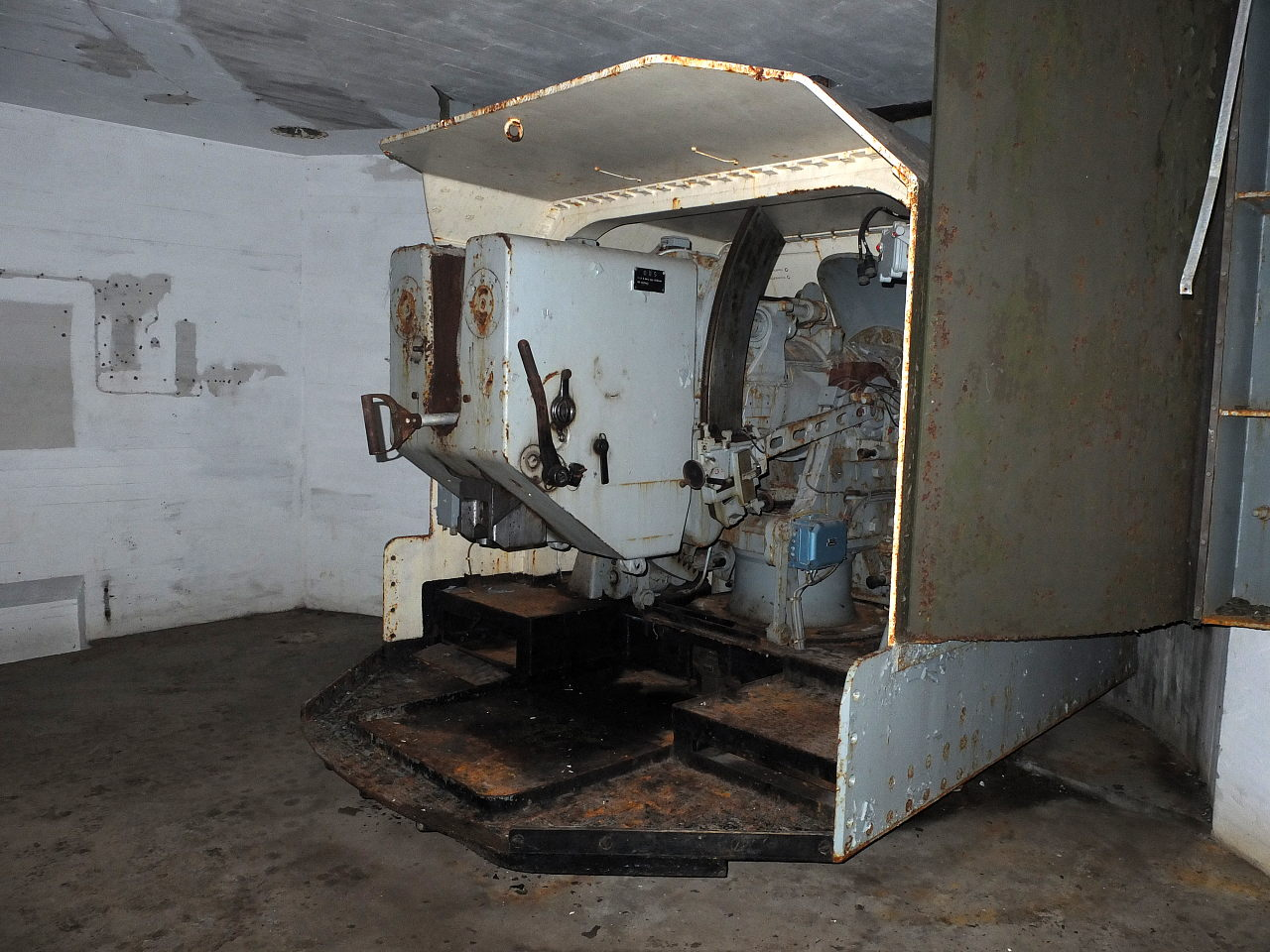
Un des 2 canons 15cm SKC/28 restants.

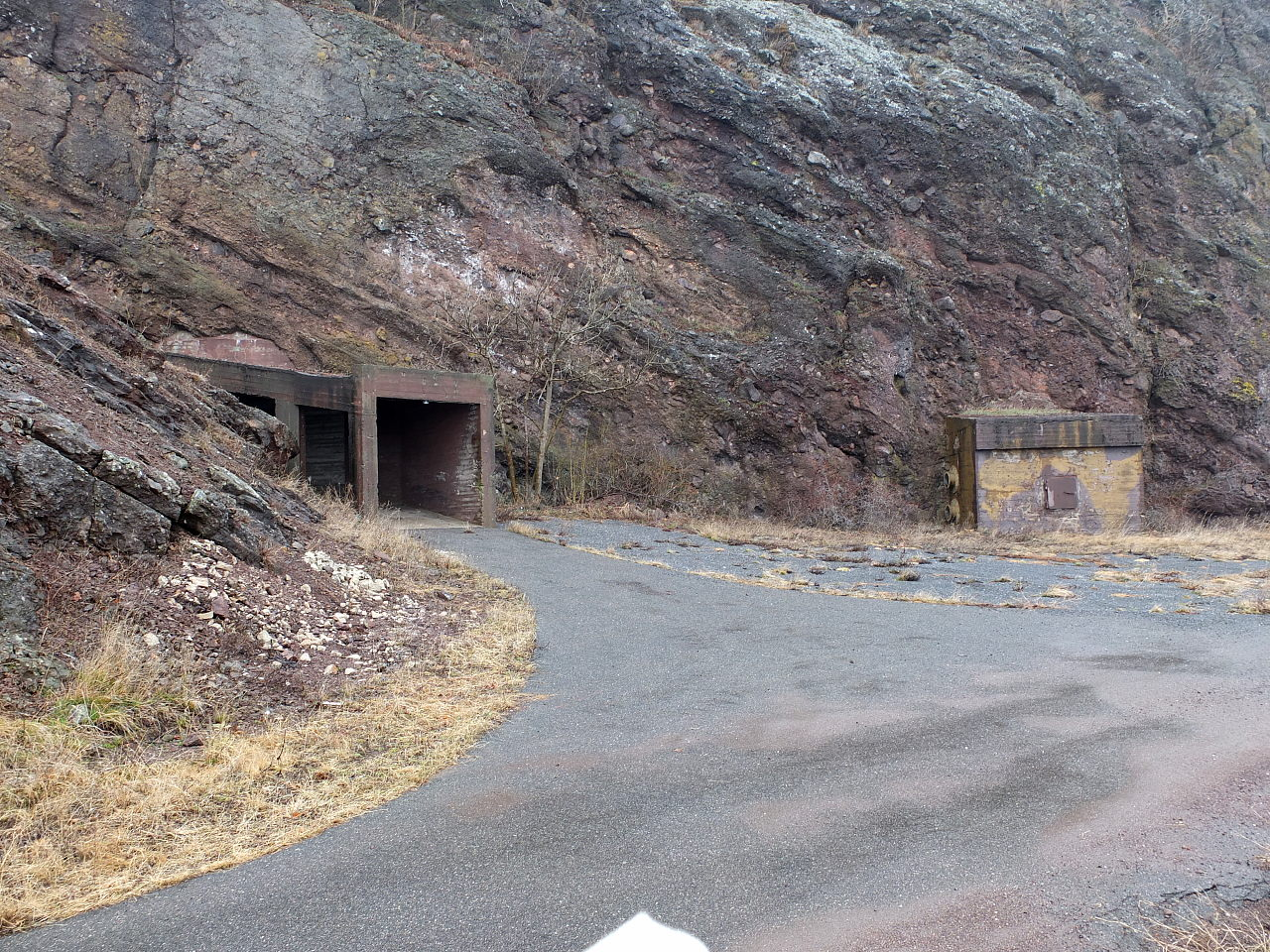
Entrée couverte du grand complexe montagnard qui abrite, entre autres, le seul canon de 15 cm.

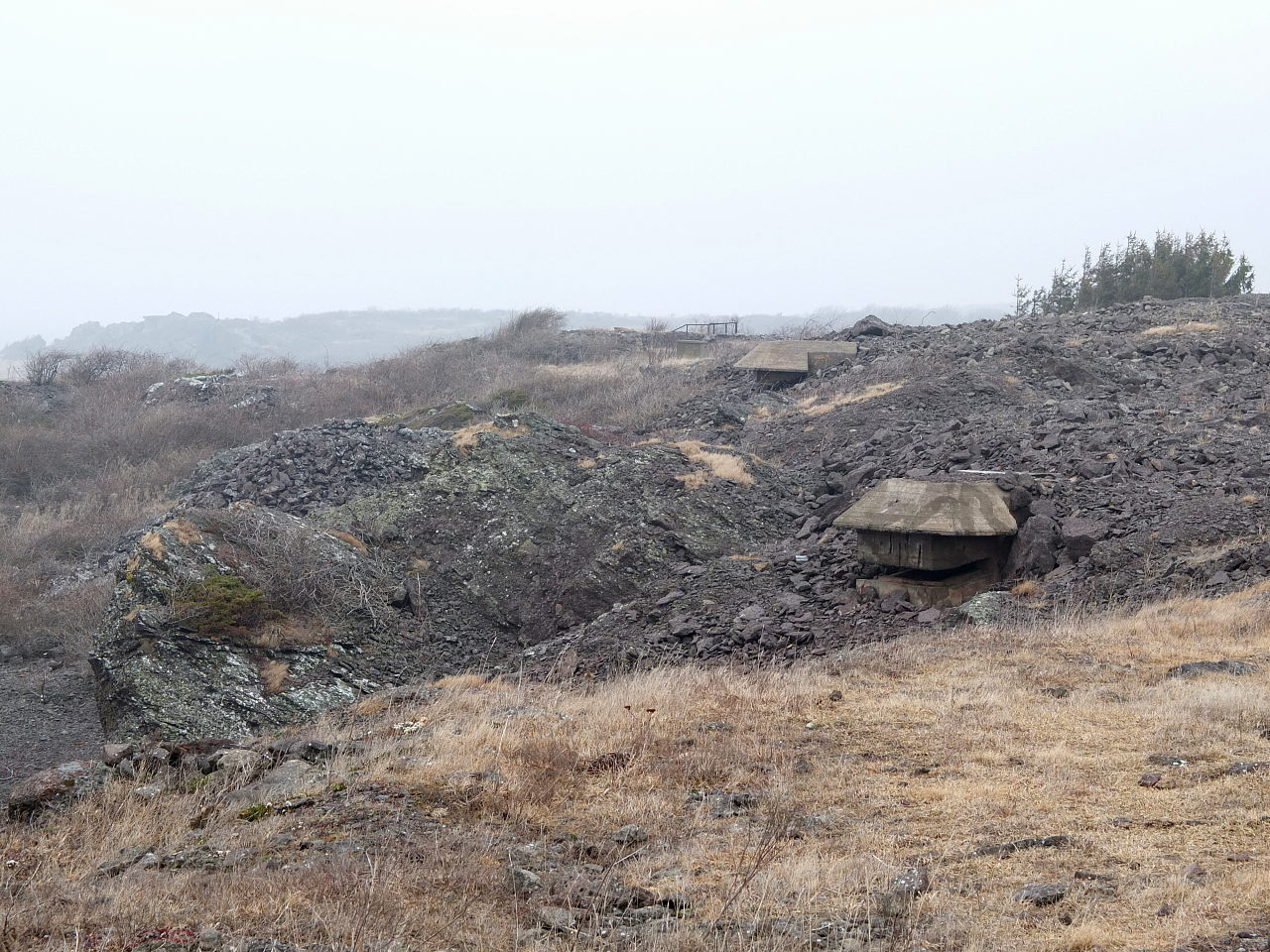
Installations de combat de date relativement récente, dans le sud de l'île.

En 1948, les forces armées norvégiennes ont exproprié les parties restantes de Rauøy. De juillet 1947 à 1958, les forces armées norvégiennes avaient une école de recrues à Rauøy. De 1953 à 1959, l'école canine des Forces armées norvégiennes était située à Rauøy.
Pendant la guerre froide, le fort de Bolærne sur Østre Bolærne formait la ligne Bolærne-Rauøy censée empêcher un ennemi de pénétrer dans l'Oslofjord. En 1963, une batterie a été installée avec quatre anciens canons allemands de 15 cm SKC/28, en 1966, les canons ont été déplacés vers de nouvelles casemates. En 1967, une batterie de trois SKC/32 de 105 mm a été installée comme batterie de revêtement pour le champ de mines contrôlable du Rauøyfjord . Une batterie avec trois canons à tourelle Bofors de 75 mm a été créée en 1979, en même temps qu'un SKC/32 de 105 mm a été progressivement supprimé.
Au plus, plus d'un millier d'hommes auraient servi sur Rauøy en même temps. L'installation aurait consisté en une centaine de bâtiments, dont environ la moitié étaient des casernes. 20 maisons sont encore debout. La plupart d'entre elles ont été construites à la fin des années 1930 ou par la puissance occupante. Pendant toute la guerre froide, les forts de Bolærne ou de Rauøy étaient des forts en attente où les munitions principales devaient être prêtes à ouvrir le feu à 30 minutes d'avis, en 1981 l'exigence a été réduite à 4 heures.
Depuis les années 1980, Rauøy a été principalement utilisé pour des activités d'entraînement et d'exercice par les écoles des forces armées, la Garde nationale norvégienne et les forces de chasse. En 1990, le champ de mines du Rauøyfjord a accidentellement explosé après un coup de foudre.

## Après la guerre froide
La batterie de 105 mm a été démantelée avec deux des quatre batteries de 150 mm dans la période 1998-1999, en même temps les champs de mines ont été supprimés. Les deux autres canons de 150 mm sont considérés comme des pièces de musée. Comme dans le reste des installations de l'artillerie côtière, la batterie de canons à tourelle a été mise sous cocon en 2001.
En 2004, plusieurs journaux ont rapporté que l'île avait été offerte à l'église chrétienne de Brunstad. Cela a ensuite été nié par le ministère de la Défense, qui a déclaré que le fort de Rauøy est toujours utilisé à des fins militaires et n'a pas été mis en vente. À partir de 2007, l'installation était gérée par le commandement des Hærens Jegerkommando (en). Il est néanmoins ouvert à une certaine circulation publique sur la pointe nord de l'île.